# Nagytavas
Nagytavas (1899-ig Sáros-Sztaskóc, szlovákul: Veľké Staškovce) Sztaskóc község része, egykor önálló falu Szlovákiában, az Eperjesi kerületben, a Sztropkói járásban.

## Fekvése
Sztropkótól 14 km-re északkeletre fekszik.

## Története
A falu a 20. század elején jött létre a korábbi Sztaskóc kettéválásával.
Borovszky Samu monográfiasorozatának Zemplén vármegyét tárgyaló része szerint: „Nagytavas, azelőtt Sztaskócz, tót kisközség 27 házzal és 177 gör. kath. vallású lakossal. Postája Havaj, távírója Sztropkó, vasúti állomása Mezőlaborcz. A XVI. század elején keletkezett német telep, melynek neve akkoriban Staskenhau volt. Neve az idők folyamán Saskolcz, Stotkócz és Staskó alakban is felbukkan. A sztropkói uradalom tartozéka volt s mindvégig annak sorsában osztozott. Újabbkori urai a Dessewffyek, Jekelfalussyak és Barkóczyak voltak, de most nincs nagyobb birtokosa. Itt is sok embert pusztított el az 1663-iki pestis. Gör. kath. temploma 1903-ban épült.”
1910-ben 176, túlnyomórészt ruszin lakosa volt. A trianoni diktátumig Zemplén vármegye Mezőlaborci járásához tartozott.
1960-ban újraegyesült Kistavassal a korábbi Sztaskóc néven.

## Nevezetességei
Szent Demeter tiszteletére szentelt, görögkatolikus temploma 1903-ban épült neobarokk stílusban.